# عادل الغضبان

اجتماع لجنة الإشراف على النشاط الثقافي والأدبي لدار المعارف بالقاهرة، من اليمين: عباس محمود العقاد، عادل الغضبان، أنطون الجميل باشا رئيس تحرير الأهرام، خليل مطران، علي الجارم، شفيق نجيب متري صاحب دار المعارف.

عادل حكمت الغضبان (1326- 1392 هـ / 1908- 1972 م) أديب سوري مسيحي، كاتب وشاعر ومترجم، عمل زمنًا طويلًا مستشارًا ومشرفًا ثقافيًّا على مطبوعات دار المعارف بالقاهرة. ولد في مرسين بمحافظة حلب، وانتقل في صباه مع أسرته إلى القاهرة، وفيها درس وعمل وتوفي.

## سيرته
ولد في مرسين التي كانت تابعة لمحافظة حلب السورية قبل أن تضم إلى تركيا، يوم الأحد 16 رمضان 1326هـ الموافق 11 أكتوبر (تشرين الثاني) 1908م. وبعد أن أتم المرحلة الابتدائية في مدارس حلب، نزح مع أسرته بعد الحرب العالمية الأولى إلى مصر حيث التحق بمدرسة اليسوعيين ونال منها شهادة الثانوية (بكالوريا). 
عمل مدرساً للغة العربية‌، ثم التحق بوظيفة مترجم في مصلحة سكة الحديد المصرية، وانتقل بعد ذلك للعمل مترجمًا في المحاكم المختلطة قبل إلغائها عام 1936. ثم التحق بوظيفة كتابية في دار المعارف، واختاره شفيق متري صاحب الدار مستشارًا ثقافيًّا ومشرفًا على الدار، ورئيسًا لتحرير مجلة الكتاب، وبقي مسؤولًا عن كل ما نشرته الدار من كتب الأدب والثقافة والتراث من عام 1941 إلى وفاته.

## شعره
نُشرت للغضبان ملحمة شعرية من 187 بيت عنوانها «من وحي الإسكندرية»، أرَّخ فيها للإسكندرية منذ إنشائها على يد الإسكندر حتى العصر الحديث، وله ديوان بعنوان «قيثارة العمر». نشر قسمًا كبيرًا من شعره في مجلتي «الكلمة»‌ و«الضاد» على مدى اثنتين وأربعين سنة، ونشر القسم الباقي في عشرات من المجلات والجرائد العربية الصادرة في مصر وسوريا ولبنان. وله قصائدُ وصفية ووِجدانية وغزلية عديدة، لحنها وغنَّاها مشاهير المطربين منها قصيدة «مررت بالبحر».

## مؤلفاته
له نحو أربعين كتابًا مطبوعًا، بعضها أدبي وبعضها الآخر مدرسي. 

### من مؤلفاته[1]
1. «ليلى العفيفة»، رواية.
2. «أحمس الأول» أو «طرد الرعاة» مسرحية شعرية.
3. «الشيخ نجيب الحداد».

### من ترجماته
1. «الزنبقة السوداء»
2. «دون كيشوت»
3. «تربية البنات»
4. «الأميرة والفقير»
5. «سجين زندا»

ونشر كتبًا للأطفال إضافة إلى مجلة «سندباد» التي أصدرتها دار المعارف في عهده للأطفال.

## وفاته
توفي عادل الغضبان في القاهرة عام 1972م عن 67 عامًا.